# Rashad Evans

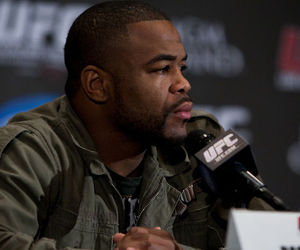

Rashad Anton Evans (Niagara Falls, 25 de setembro de 1979) é um lutador de artes marciais mistas (MMA). Ele é ex-campeão do UFC da categoria meio-pesado.

## Artes marciais mistas

### Começo de carreira
Em 2004, sob a tutela do wrestler veterano e lutador de MMA Dan Severn, Evans participou de cinco lutas profissionais de artes marciais mistas, vencendo todas as cinco. Isto levou a sua seleção como um dos nove pesos pesados para competir no The Ultimate Fighter 2, um reality show com transmissão da Spike. A temporada começou a ser exibida em 22 de agosto de 2005, culminando em uma final ao vivo entre os dois últimos lutadores de cada categoria de peso, realizada em Las Vegas, Nevada, no dia 5 de novembro de 2005. Rashad Evans também é um faixa preta em Gaidojustu e BJJ, ele também lutou karate quando criança.

### The Ultimate Fighter
Com 1,80 m e 102 kg, Evans era o menor, e o segundo mais leve dos 9 competidores peso pesado. Ele era considerado o azarão em cada uma de suas lutas, mas conseguiu chegar às finais, derrotando Tom Murphy, Mike Whitehead, e Keith Jardine, todos por decisão. Durante sua participação no programa, Evans foi criticado pelo treinador Matt Hughes por seu exibicionismo durante as lutas, mas os dois acabaram por resolver suas diferenças, e Hughes mesmo foi córner de Evans para sua luta semifinal. Na final, Evans derrotou Brad Imes (2,01 m) por decisão dividida, ganhando assim, um contrato de seis dígitos de três anos com o UFC e um carro novo. Depois do The Ultimate Fighter, Evans se juntou Greg Jackson's Submission Fighting camp juntamente com o colega e concorrente Keith Jardine, que acabaria por se tornar seu parceiro de treino e bom amigo.

### Ultimate Fighting Championship
Após vencer o reality show, Evans desceu para os meio-pesados. Sua estreia no UFC aconteceu no dia 6 de abril de 2006, quando venceu Sam Hoger por decisão dividida.
Evans seguia sua sequência de vitórias até a luta contra Tito Ortiz. Em duelo disputado, no qual Ortiz venceu 2 rounds e Evans 1, a luta foi declarada um empate pois Ortiz cometeu falta ao segurar na grade e evitar uma queda, perdendo, assim, 1 ponto e resultando num empate de 28-28. Na sua luta seguinte, Rashad venceu Michael Bisping por decisão dividida e em seguida derrotou Chuck Liddell no UFC 88 com um excelente direto de direita. Um dos nocautes mais bonitos do UFC e provavelmente o mais importante da carreira do norte-americano.
Evans desafiou, então, o campeão Forrest Griffin no UFC 92 e se tornou o novo campeão dos meio-pesados, mas na primeira defesa de título perdeu para Lyoto Machida num duelo de dois lutadores até então invictos.
Após a perda do título, Evans derrotou Thiago Silva no UFC 108, Quinton Jackson no UFC 114 e Tito Ortiz no UFC 133.
No UFC on Fox: Evans vs. Davis Rashad enfrentou Phil Davis, vencendo por decisão unânime e se tornando desafiante ao cinturão dos meio pesados.
No UFC 145 Evans enfrentou seu desafeto e ex-companheiro de equipe Jon Jones em luta válida pelo cinturão dos meio pesados. Em uma luta morna, Evans perdeu por decisão unânime.
No UFC 156 Rashad Evans lutou contra Rogério Minotouro em luta válida pela categoria dos meio-pesados do UFC. Em um combate monótono evans foi derrotado segundo os juízes por 29-28 a favor de Minotouro. Esta foi a primeira vez em sua carreira que Rashad Evans sofreu duas derrotas seguidas.
Em Junho, Evans derrotou Dan Henderson por decisão dividida (28 a 29, 29 a 28 e 29 a 28); no evento principal do UFC 161, no dia 15 de junho de 2013.
No UFC 167 Evans enfrentou Chael Sonnen, seu companheiro de trabalho como comentarista. Após certo domínio no solo, Evans venceu por nocaute técnico no final do primeiro round.
Evans era esperado para fazer o co-main event do UFC 170 em 22 de Fevereiro de 2014 contra Daniel Cormier. Porém, uma lesão o tirou da luta, sendo substituído por Patrick Cummins.
Evans iria enfrentar o brasileiro Glover Teixeira em 22 de Fevereiro de 2015 no UFC Fight Night: Teixeira vs. Evans, mas ele acabou não aceitando a luta, alegando ter somente três semanas para se preparar.
Após um bom tempo afastado do octógono, Rashad enfrentou o vencedor do TUF 8, Ryan Bader em 3 de Outubro de 2015 no UFC 192. Ele foi derrotado por decisão unânime.

## Cartel no MMA
| Cartel no MMA   |             |            |
| 28 lutas        | 19 vitórias | 8 derrotas |
| Por nocaute     | 8           | 3          |
| Por finalização | 1           | 0          |
| Por decisão     | 10          | 5          |
| Empates         | 1           | 1          |

| Res.    | Cartel | Oponente          | Método                             | Evento                             | Data       | Round | Tempo | Local                   | Notas                                               |
| ------- | ------ | ----------------- | ---------------------------------- | ---------------------------------- | ---------- | ----- | ----- | ----------------------- | --------------------------------------------------- |
| Derrota | 19-8-1 | Anthony Smith     | Nocaute (joelhada)                 | UFC 225: Whittaker vs. Romero II   | 09/06/2018 | 1     | 0:53  | Chicago, Illinois       |                                                     |
| Derrota | 19-7-1 | Sam Alvey         | Decisão (dividida)                 | UFC Fight Night: Pettis vs. Moreno | 05/08/2017 | 3     | 5:00  | Cidade do México        |                                                     |
| Derrota | 19-6-1 | Dan Kelly         | Decisão (dividida)                 | UFC 209: Woodley vs. Thompson II   | 04/03/2017 | 3     | 5:00  | Las Vegas, Nevada       | Estreia nos Médios.                                 |
| Derrota | 19-5-1 | Glover Teixeira   | Nocaute (socos)                    | UFC on Fox: Teixeira vs. Evans     | 16/04/2016 | 1     | 1:48  | Tampa, Flórida          |                                                     |
| Derrota | 19-4-1 | Ryan Bader        | Decisão (unânime)                  | UFC 192 : Cormier vs. Gustafsson   | 03/10/2015 | 3     | 5:00  | Houston, Texas          |                                                     |
| Vitória | 19-3-1 | Chael Sonnen      | Nocaute Técnico (socos)            | UFC 167: St. Pierre vs. Hendricks  | 16/11/2013 | 1     | 4:05  | Las Vegas, Nevada       |                                                     |
| Vitória | 18-3-1 | Dan Henderson     | Decisão (dividida)                 | UFC 161: Evans vs. Henderson       | 15/06/2013 | 3     | 5:00  | Winnipeg, Manitoba      |                                                     |
| Derrota | 17-3-1 | Rogério Minotouro | Decisão (unânime)                  | UFC 156: Aldo vs. Edgar            | 02/02/2013 | 3     | 5:00  | Las Vegas, Nevada       |                                                     |
| Derrota | 17-2-1 | Jon Jones         | Decisão (unânime)                  | UFC 145: Jones vs Evans            | 21/04/2012 | 5     | 5:00  | Atlanta, Geórgia        | Pelo Cinturão Meio Pesado do UFC.                   |
| Vitória | 17-1-1 | Phil Davis        | Decisão (unânime)                  | UFC on Fox: Evans vs. Davis        | 28/01/2012 | 5     | 5:00  | Chicago, Illinois       | Pelo desafiante n°1 ao Título.                      |
| Vitória | 16-1-1 | Tito Ortiz        | Nocaute Técnico (joelhada e socos) | UFC 133: Evans vs. Ortiz           | 06/08/2011 | 2     | 4:48  | Filadélfia, Pensilvânia |                                                     |
| Vitória | 15-1-1 | Quinton Jackson   | Decisão (unânime)                  | UFC 114: Rampage vs. Evans         | 29/05/2010 | 3     | 5:00  | Las Vegas, Nevada       |                                                     |
| Vitória | 14-1-1 | Thiago Silva      | Decisão (unânime)                  | UFC 108: Evans vs. Silva           | 02/01/2010 | 3     | 5:00  | Las Vegas, Nevada       |                                                     |
| Derrota | 13-1-1 | Lyoto Machida     | Nocaute (socos)                    | UFC 98: Evans vs. Machida          | 23/05/2009 | 2     | 3:57  | Las Vegas, Nevada       | Perdeu o Cinturão Meio Pesado do UFC                |
| Vitória | 13-0-1 | Forrest Griffin   | Nocaute Técnico (socos)            | UFC 92: The Ultimate 2008          | 27/12/2008 | 3     | 2:46  | Las Vegas, Nevada       | Ganhou o Cinturão Meio-Pesado do UFC. Luta da Noite |
| Vitória | 12-0-1 | Chuck Liddell     | Nocaute (soco)                     | UFC 88: Breakthrough               | 06/09/2008 | 2     | 1:51  | Atlanta, Geórgia        | Nocaute da Noite                                    |
| Vitória | 11-0-1 | Michael Bisping   | Decisão (dividida)                 | UFC 78: Validation                 | 17/11/2007 | 3     | 5:00  | Newark, New Jersey      |                                                     |
| Empate  | 10-0-1 | Tito Ortiz        | Empate (unânime)                   | UFC 73: Stacked                    | 07/07/2007 | 3     | 5:00  | Sacramento, Califórnia  | Ortiz perdeu um ponto por segurar a grade           |
| Vitória | 10-0   | Sean Salmon       | Nocaute (chute na cabeça)          | UFC Fight Night: Evans vs. Salmon  | 25/01/2007 | 2     | 1:06  | Hollywood, Califórnia   | Nocaute da Noite                                    |
| Vitória | 9-0    | Jason Lambert     | Nocaute (socos)                    | UFC 63: Hughes vs Penn             | 23/09/2006 | 2     | 2:22  | Anaheim, Califórnia     |                                                     |
| Vitória | 8-0    | Stephan Bonnar    | Decisão (unânime)                  | UFC Fight Night 5                  | 28/06/2006 | 3     | 5:00  | Las Vegas, Nevada       |                                                     |
| Vitória | 7-0    | Sam Hoger         | Decisão (dividida)                 | UFC Fight Night 4                  | 06/04/2006 | 3     | 5:00  | Las Vegas, Nevada       | Estreia nos Meio-Pesados                            |
| Vitória | 6-0    | Brad Imes         | Decisão (dividida)                 | The Ultimate Fighter 2 Finale      | 05/11/2005 | 3     | 5:00  | Las Vegas, Nevada       | Venceu o The Ultimate Fighter 2                     |
| Vitória | 5-0    | Jaime Jara        | Decisão (unânime)                  | GC 27 – FightFest 2                | 03/06/2004 | 3     | 5:00  | Colusa, Califórnia      | Venceu o Torneio Meio Pesado do Gladiator Challenge |
| Vitória | 4-0    | Hector Ramirez    | Decisão (unânime)                  | GC 27 – FightFest 2                | 03/07/2004 | 2     | 5:00  | Colusa, Califórnia      |                                                     |
| Vitória | 3-0    | Bryan Pardoe      | Nocaute Técnico (socos)            | GC 26 – FightFest 1                | 02/06/2004 | 1     | 3:24  | Colusa, Califórnia      |                                                     |
| Vitória | 2-0    | Danny Anderson    | Finalização (golpes)               | Dangerzone – Cage Fighting         | 10/04/2004 | 1     | 3:09  | Osceola, Iowa           |                                                     |
| Vitória | 1-0    | Dennis Reed       | Finalização (anaconda)             | Dangerzone – Cage Fighting         | 10/04/2004 | 1     | 0:50  | Osceola, Iowa           |                                                     |